# Mel Gibson
Mel Columcille Gerard Gibson, ameriško-avstralski igralec, filmski režiser in producent * 3. januar 1956, Peekskill, New York, Združene države Amerike.
Rodil se je v družini irsko-ameriškega porekla, ki se je leta 1968, ko je bil star 12 let, preselila v Avstralijo.  V Sydneyju je študiral na Nacionalnem inštitutu za dramske umetnosti in že med študijem pričel nastopati v odrskih produkcijah, v 1980. letih pa tudi v filmih. Zaslovel je z vlogami v serijah Pobesneli Max, Smrtonosno orožje, s katerimi si je prislužil oznako junaka akcijskih filmov. Da bi se otresel oznake, je kasneje izbiral tudi dramske in komične vloge (Hamlet, Maverick).
Po preboju kot igralec je leta 1989 soustanovil produkcijsko podjetje Icon Productions in se lotil tudi produkcije ter režije. Kot režiser je debitiral z dramo Mož brez obraza (1993), v kateri je tudi zaigral glavno vlogo, dve leti kasneje pa je za režijo zgodovinskega epa Pogumno srce osvojil zlati globus in oskarja.